# Örökségi csalás
Az örökségi csalás a csalás egyik olyan formája, amely során a csalók egy jelentősebb örökség megszerzésének lehetőségét vetítik elő leendő áldozatuk számára. Az örökségi csalás a piramisjátékhoz hasonlóan nagy jövedelmet ígér azoknak, akik erre fogékonyak.

## A csalás felépítése
Az örökségi csalás során többnyire távoli, rendszerint külföldi örökösök hátrahagyott nagy értékű vagyonának kizárólagos, vagy csak kevés személy által örökölhető lehetőségével kecsegtetik a megtévesztett személyt, személyeket. A külföldi rokon rendszerint gazdag, valamint jellemzően fejlett országok lakosának van beállítva. Esetenként távoli egzotikus országok gazdag iparmágnására, bányatulajdonosára hivatkoznak a csalók, mint például a nigériai levelek esetében. Gyakran személyes információkat, PIN-kódokat, bankszámlaszámokat és egyéb adatokat is kérnek az elkövetők, melyeket további pénzek megszerzésére használnak fel.
A csalók bonyolult kapcsolati hálót teremtenek annak érdekében, hogy minél kevésbé lehessen kibogozni az áldozatok részéről a valós adatokat, tényeket. A megtévesztésben gyakran több személy is részt vesz, illetve az okirathamisítás, a különböző hamis személyazonosságú (gyakran csak fiktív) személyek és hamis fejléccel ellátott, hivatalosnak tűnő, ám hamis okiratok is felmerülhetnek. 
A csalók nem az utcán történő leszólítás módszerét alkalmazzák, hanem az általuk megadott információkra való reagálások alapján választják ki a csalások áldozatait. 
A csalók taktikája azon alapul, hogy az ügyet váratlan akadályok megteremtésével mindig annyira hátráltatják, hogy az örökség megszerzése éppen csak pár lépésnek tűnjön a várhatóan mesés örökséget megszerző áldozat számára. 
Az áldozatok az örökség megszerzése érdekében jelentős pénzösszegeket áldoznak a különféle jogi és egyéb folyamatok elősegítése érdekében, sőt vannak, akik hitelt vesznek fel a cél érdekében.
Az áldozatokat gyakran egymás ellen fordítják a csalók. Az örökségi csalás folyamata akár éveket is igénybe vehet és a kicsalt pénzösszegek személyenként elérhetnek a pár milliós tételektől, akár a száz millió forintos tételekig is. 
Az áldozatok gyakran szégyenérzetük miatt nem fordulnak a nyomozó hatóságokhoz, ezért több esetben az ilyen típusú ügyek tényleges károsultjainak száma és a kicsalt pénzösszegek nagysága végül rejtve marad.
Az elmúlt évek egyik leghíresebb örökségi csalási ügye Kósa Lajos fideszes politikust is elérte.